# Інфоголік
«Інфоголік» (рос. Инфоголик) — суржико-російсько-україномовний повнометражний фільм 2017 року. Фільм було створено на замовлення телеканалу НЛО TV спільно студією Мамахохотала та компанією «Idea Production». Прем'єра стрічки відбулася 2 березня 2017 року.

## Сюжет
Інвест-менеджер Максим (Євгеній Янович) не уявляє свого життя без новин. За читанням новинної стрічки герой не помічає нічого навколо – ані проблеми друзів, ані дружини Маші (Олена Борозенець) не хвилюють його так, як зведення новин. І навіть найкращий друг Сєня (Олег Маслюк) не може привести до тями залежного від інформації Макса. Але у якийсь момент для головного героя все перевертається з ніг на голову, і тут вже не до жартів. Як поводитиметься успішний менеджер-інфоголік, якщо новини по-справжньому почнуть впливати на його життя?

## Актори
- Євгеній Янович — Максим, молодий та перспективний інвест-менеджер, який будує кар'єру, уміло використовуючи свіжі новини
- Олег Маслюк — Сєня, найкращий друг Максима. Шалений винахідник, який мріє створити стартап, який стане відомим на увесь світ
- Олена Борозенець — Маша, успішний фотограф, за сумісництвом - дружина Максима
- Павло Зібров — грає самого себе
- Сергій Калантай — олігарх, власник компанії Максима, якому випала доля дізнатися страшну таємницю
- Олексій Нагрудний — колега Максима, який хоче посісти керівну посаду в компанії
- Анастасія Касілова — найкраща подруга Маші

У стрічці також знялися: Георгій Поволоцький, Алла Мартинюк,  Павло Тупіков, Євген Капорін, Ісса Садіо Діалло, Дмитро Соловйов, Олена Светлицька, Сергій Солопай, Анатолій Сомік, Людмила Ардель’ян та інші.

## Нагороди та номінації
| Список нагород та номінацій | Список нагород та номінацій | Список нагород та номінацій | Список нагород та номінацій | Список нагород та номінацій | Список нагород та номінацій |
| Кінофестиваль/Кінопремія    | Рік                         | Категорія                   | Номінант(и)                 | Результат                   | Дж                          |
| --------------------------- | --------------------------- | --------------------------- | --------------------------- | --------------------------- | --------------------------- |
| Премія «Золота дзиґа»       | 20.04.2018                  | Премія глядацьких симпатій  | Інфоголік                   | Номінація                   | [ 9 ]                       |

## Відгуки кінокритиків
Фільм отримав змішані відгуки від українських кінокритиків. Зокрема кінокритикиня видання "Тексти" Лана Самохвалова зазначила що фільм їй сподобався, але все ж не виправдав очікуваних вражень, зокрема Самохвалова дорікнула фільмові не дуже вдалими жартами.